# SO RIGHT
「SO RIGHT」（ソー ライト）は、三代目 J Soul Brothers from EXILE TRIBEの通算11枚目のシングルである。2013年12月4日にrhythm zoneから発売された。

## 概要
- 「CDのみ(初回生産限定盤)」の1形態でのリリース。また、FC・モバイルサイト限定ではMUSIC CARD（全8種）の販売もあった。
- ミュージック・ビデオは、後に発売するオリジナル・アルバム『BLUE IMPACT』とベスト・アルバム『THE JSB WORLD』のDVD/BDに収録された。

## 収録曲

### CD
1. SO RIGHT [3:47]
作詞：岡田マリア、作曲：Ichiro Suezawa, Drew Ryan Scott, Devin Fox、編曲：ICHI
  - フジテレビ系土ドラ『ハニー・トラップ』主題歌。

## 収録アルバム
| 収録アルバム          | 楽曲     | 曲順 |
| --------------------- | -------- | ---- |
| BLUE IMPACT           | SO RIGHT | 6    |
| THE JSB WORLD(DISC-2) | SO RIGHT | 9    |